# Impuzamugambi
Die Impuzamugambi, auch Impuza Mugambi (Kinyarwanda: „die das gleiche Ziel haben“ oder „die für ein Ziel kämpfen“), war eine 1992 gegründete bewaffnete Miliz der Hutu in Ruanda, die neben der etwas früher entstandenen und zahlenmäßig größeren Interahamwe maßgeblich am Völkermords an den Tutsi im Jahr 1994 beteiligt war. Im Gegensatz zur Interahamwe, deren Führungspersonal sich trotz ihrer formalen Unabhängigkeit von der regierenden Hutu-Bewegung MRND aus dieser rekrutierte, war die Impuzamugambi kaum organisiert. Sie hatte keine eigenen Führungsstrukturen, sondern unterstand direkt der Coalition pour la Défense de la République (CDR), und setzte sich im Wesentlichen aus deren jungen Mitgliedern zusammen. Die CDR war eine weitere, mit der MRND verbündete, Partei der Hutu-Mehrheit, die jedoch in ihren Positionen wesentlich extremistischer Pro-Hutu und Anti-Tutsi eingestellt war.
Wie die Interahamwe wurde die Impuzamugambi durch die Ruandische Armee sowie die Leibgarde des ruandischen Präsidenten und Führers der MRND Juvénal Habyarimana ausgebildet und ausgerüstet. Mit dem Beginn des Völkermordes im April 1994 vermischten sich die Interahamwe und die Impuzamugambi weitestgehend in ihren Strukturen und Aktivitäten, auch wenn eine Unterscheidung teilweise noch anhand ihrer Kleidung möglich war. Einige Génocidaires beteiligten sich jedoch für beide Milizen an den Ermordungen der Tutsi. Nach dem Ende des Völkermordes flüchteten die Mitglieder der Impuzamugambi und der Interahamwe sowie ein großer Teil der Hutu-Bevölkerung aus Ruanda in den Osten der Demokratischen Republik Kongo.
Aus der Führung der CDR waren insbesondere Hassan Ngeze und Jean-Bosco Barayagwiza für die Leitung der Impuzamugambi verantwortlich. Beide wurden 2003 vom Internationalen Gerichtshof für Ruanda wegen Planung und Durchführung des Völkermordes, der Anstiftung zum Völkermord und Verbrechen gegen die Menschlichkeit zu lebenslanger Haft verurteilt. Die Strafe gegen Barayagwiza wurde jedoch wegen eines Verfahrensfehlers zu 35 Jahren Haft reduziert, von denen er nach Anrechnung vorheriger Haftzeit mindestens 27 Jahre im Gefängnis verbringen wird.